# Договор от Тамаси
Договорът от Тамаси или Договорът от Чамаси установява автономията и същевременно легитимира правосубектността на областта Аграфа, днес южен Пинд, Гърция. Сключен е на 10 май 1525 г. в село Тамаси или Чамаси, днес Анавра, Тесалия - между пашата на Лариса, представляващ румелийския бейлербей и първенците (коджабашите) на областта Аграфа.
Договорът съдържа четири клаузи:
1. Аграфа има автономия и се управлява от местен съвет, заседаващ в село Нехори;
2. Мюсюлмани не могат да се заселват и постоянно да пребивават в Аграфа, с изключение на Фанари;
3. Жителите на Аграфа имат право свободно и неограничено да пребивават и търгуват в тесалийската равнина;
4. Аграфиотите, или жителите на Аграфа, дължат годишен данък в размер 50 000 пиастра на османския султан.

От началото на 16 век, при управлението на Сюлейман Великолепни, се оформя института на арматолите, охраняващи проходите на Аграфа и на целия планински масив, наричан днес Пинд.
Автономията на Аграфа привлича много духовници и книжовници през 16-и и следващите векове. Сред тях изпъква Дионисий Философ.